# Kairi Sane
Kaori Housako (宝 迫 香 織 Hōsako Kaori; Hikari, 23 de setembro de 1988) é uma lutadora profissional e atriz japonesa, que atualmente trabalha para a WWE, na marca Raw sob o nome de ringue Kairi Sane (カイリ・セイン Kairi Sein).
Mais conhecida por seu nome de ringue anterior Kairi Hojo (宝 城 カ イ リ Hōjō Kairi), ela fez sua estréia na luta profissional em janeiro de 2012 pela promoção World Wonder Ring Stardom, onde ela, nos cinco anos seguintes, se tornou uma vez Stardom World Champion, três vezes Goddess of Stardom Champion e quatro vezes Artist of Stardom Champion, enquanto também ganhou em 2015 5★ Star GP e 2016 Goddesses of Stardom Tag League. Housako deixou a Stardom em junho de 2017, depois de assinar um contrato de três anos com a WWE. Em setembro, ela conquistou o torneio inaugural do Mae Young Classic.
Em 2016, Dave Meltzer, da Wrestling Observer Newsletter, citou Housako e suas colegas, Io Shirai e Mayu Iwatani, como as "três melhores lutadoras do mundo".

## Carreira no wrestling profissional

### World Wonder Ring Stardom (2011-2017)
O 28 de janeiro de 2018ela participa do primeiro Royal Rumble feminino (2018) . Ela entra no anel na posição 6 e foi eliminado por Dana Brooke 4 th posição depois de 4 minutos e 49 segundos no anel. O28 de fevereirona NXT, ela perde para Shayna Baszler .4 de abrilna NXT, ela vence Vanessa Borne . O8 de abrilna WrestleMania 34 , ele perde as mulheres batalha real para o benefício de Naomi por ser eliminado em 5 th por Lana . O11 de abrilno NXT, ela vence Lacey Evans . O2 de maiona NXT, ela bate Shanna Mckenzie. O16 de maiono NXT, ela ataca Lacey Evans após sua luta contra Brandi Lauren. O23 de maiona NXT, ela perde para Lacey Evans . O6 de junhono NXT, ela vence Lacey Evans . O11 de julhono NXT, ela venceu Vanessa Borne por finalização, após a luta ela se dirige a Lacey Evans, dizendo que ela já a venceu e que ela vai continuar.
O 16 de abril, Kairi Sane chega ao SmackDown Live durante o Superstar Shake-Up como parceira da dupla Asuka, ambas administradas por Paige. Ela vence, junto com Asuka , Bayley e Ember Moon, em uma luta de equipes de 8 mulheres contra Mandy Rose , Sonya Deville e os IIconics . Na semana seguinte no SmackDown Live , Sane derrotou uma das duas campeãs do time feminino; Peyton Royce .
O 30 de abril, no SmackDown Live , ela e Asuka vencem dois lutadores locais e agora se autodenominam Guerreiros Kabuki . O14 de maiono SmackDown Live , eles venceram Mandy Rose e Sonya Deville . Em um WWE Live em Tóquio, She e Asuka venceram os IIconics em uma partida sem apostas. O16 de julho, no SmackDown Live , os Kabuki Warriors mais uma vez vencem os campeões australianos, mas marcando fora, e não vencem o WWE Women's Tag Team Championship . O5 de agosto, no Raw , Asuka e ela perderam o Fatal 4-Way Elimination Tag Team Match e não ganharam os títulos do WWE Women's Tag Team Championship , para Alexa Bliss e Nikki Cross , este combate também incluindo os ex-campeões, os IIconics e Fire & Desire ( Mandy Rose e Sonya Deville ). O12 de agosto, no Raw , os Kabuki Warriors perderam para Bliss & Cross, falhando em ganhar os títulos de duplas femininas da WWE. O24 de setembroNo SmackDown Live , os Kabuki Warriors voltam para vencer Fire & Desire ( Mandy Rose e Sonya Deville ).
O 6 de outubroNo Hell in a Cell , as Kabuki Warriors se tornam as novas campeãs de duplas femininas da WWE ao derrotar Alexa Bliss e Nikki Cross , também realizando um Heel Turn . O14 de outubrono Raw , os dois astros japoneses serão transferidos para o show vermelho durante o Draft de Stephanie McMahon . Mais tarde, eles venceram Natalya e Lacey Evans . O30 de outubrono NXT , os Kabuki Warriors mantêm seus títulos ao derrotar Dakota Kai e Tegan Nox. O11 de novembrono Raw , eles retêm seus títulos derrotando Becky Lynch e Charlotte Flair, após uma distração de Shayna Baszler . O24 de novembrona Survivor Series , a equipe Raw ( Charlotte Flair , Sarah Logan , Natalya , Asuka e ela) perde a partida de eliminação 5-Women Survivor Series contra a equipe NXT ( Rhea Ripley , Candice LeRae , Bianca Belair , Io Shirai e Toni Storm ), esta partida inclui a equipe SmackDown ( Sasha Banks , Nikki Cross , Carmella , Dana Brooke e Lacey Evans ). O2 de dezembrono Raw , She e Asuka derrotaram Charlotte Flair em uma partida de handicap 2 contra 1 . Na semana seguinte no Raw , os Kabuki Warriors perderam o Handicap Match 2 contra 1 para Becky Lynch por desqualificação, após um golpe na cadeira de Asuka no campeão Raw . As duas japonesas então atacam Charlotte Flair, que estava nas notícias do irlandês, e então desafiam as duas mulheres pelos títulos de duplas femininas da WWE no TLC . O15 de dezembroNo TLC , Asuka e ela retêm seus títulos derrotando Becky Lynch e Charlotte Flair , mas a jovem japonesa se machuca durante a luta (ela foi nocauteada durante a luta após receber um objeto na cabeça, em seguida, uma concussão ao passar para o outro lado a mesa).
O 6 de julhono Raw , ela derrota Sasha Banks por desqualificação após ser atacada por Bayley . No final da partida, ela usa seu cotovelo Insane em ambas as mulheres com a ajuda de Asuka . Na semana seguinte no Raw , ela e Asuka não conseguiram ganhar o WWE Women's Tag Team Titles , derrotada pela Boss'n'Hug Connection . Na semana seguinte no Raw , ela venceu Bayley . Na semana seguinte no Raw , ela é atacada por Bayley nos bastidores e recebe a ajuda de Asuka, que perde seu título feminino no Raw , derrotada por Sasha Banks via Count Out . Na mesma noite, ela anunciou oficialmente sua saída da companhia americana de luta livre, a fim de retornar ao Japão para morar ao lado do marido.Housako começou a treinar com a Stardom em 2011. Em 14 de novembro de 2011, ela passou em seu "teste profissional" e se formou como parte da terceira classe de estagiários da Stardom, ao lado de Act Yasukawa, Natsumi Showzuki e Yuuri Haruka. Housako, agora trabalhando sob o nome de ringue "Kairi Hojo", fez sua estréia na Stardom em 7 de janeiro de 2012, sendo derrotada por Yuzuki Aikawa. Devido a sua base no yatching, Hojo foi apelidada de "Princesa Pirata".
Ela rapidamente se tornou uma membro fundadora do grupo Zenryoku Joshi, liderado por Aikawa. Em novembro de 2012, Hojo formou uma nova equipe com Natsumi Showzuki, com as duas terminando em segundo lugar no Goddesses of Stardom Tag League 2012. Zenryoku Joshi se dissolveu em janeiro de 2013, quando Hojo desafiou sem sucesso sua companheira de grupo Yuzuki Aikawa pelo Wonder of Stardom Championship. Hojo ganhou seu primeiro título em 29 de abril de 2013, no Ryōgoku Cinderella, onde ela e Showzuki, conhecidas coletivamente como "Ho-Show Tennyo", derrotaram Hailey Hatred e Kyoko Kimura pelo Goddess of Stardom Championship. Seu reinado, no entanto, durou apenas um mês, já que elas foram despojadas do título quando Showzuki foi afastada devido a uma lesão em sua coluna cervical. Showzuki nunca retornou de sua lesão, em vez disso se demitindo da Stardom. *

### World Wrestling Entertainment/WWE

#### Assinatura e Mae Young Classic (2016-2017)
Em outubro de 2016, Housako foi contatada pela WWE, começando no ano seguinte. Também houve dúvidas se ela poderia passar no exame físico da empresa devido a suas duas concussões nos últimos dois anos. Em março de 2017, Housako assinou um contrato de três anos com a WWE, segundo o relatório, por US $ 60.000 por ano, o que era menor do que estava ganhando no Japão.
Em 30 de junho, um vídeo em um live event da WWE em Tóquio, introduziu Housako como "Kairi Sane" para o território de desenvolvimento da WWE, o NXT, ao mesmo tempo que anunciava sua participação no torneio Mae Young Classic. Em 13 de julho, ela derrotou Tessa Blanchard na primeira rodada do torneio em seu combate de estréia pela WWE. No dia seguinte, Sane derrotou primeiramente Bianca Belair na segunda rodada, depois Dakota Kai nas quartas de final e finalmente Toni Storm nas semifinais para avançar para a final do torneio. Sane sofreu uma lesão cerebral e uma lesão no pescoço durante as gravações. Em 12 de setembro, Sane derrotou Shayna Baszler na final do torneio e, assim, ganhou uma oportunidade pelo vago Campeonato Feminino do NXT no show seguinte do NXT TakeOver.

#### NXT (2017–2021)
Sane fez sua estréia no NXT em 10 de agosto de 2017, em um live event, numa luta six-woman tag team, ao lado de Aliyah e Dakota Kai contra Billie Kay, Peyton Royce e Shayna Baszler; Sane fez o pin Kay para conseguir a vitória. Sane fez sua estréia na televisão em 4 de outubro no episódio do NXT, derrotando Aliyah. Em 18 de novembro, no NXT TakeOver: WarGames, Sane, Nikki Cross e Peyton Royce foram derrotadas por Ember Moon em uma luta fatal four-way pelo Campeonato Feminino do NXT. Ela fez sua primeira aparição na plantel principal participando da primeira luta Royal Rumble feminina da história no Royal Rumble 2018, entrando no combate como número #6 antes de ser eliminada por Dana Brooke. Kairi venceu Shayna Baszler no NXT TakeOver: Brooklin 4, para se tornar pela primeira vez NXT Women's Champion em 18 de agosto de 2018.

##### Rivalidade com Lacey Evans & Shayna Baszler (2018)
O 28 de janeiro de 2018ela participa do primeiro Royal Rumble feminino (2018) . Ela entra no anel na posição 6 e foi eliminado por Dana Brooke 4 th posição depois de 4 minutos e 49 segundos no anel. O28 de fevereirona NXT, ela perde para Shayna Baszler .4 de abrilna NXT, ela vence Vanessa Borne . O8 de abrilna WrestleMania 34 , ele perde as mulheres batalha real para o benefício de Naomi por ser eliminado em 5 th por Lana . O11 de abrilno NXT, ela vence Lacey Evans . O2 de maiona NXT, ela bate Shanna Mckenzie. O16 de maiono NXT, ela ataca Lacey Evans após sua luta contra Brandi Lauren. O23 de maiona NXT, ela perde para Lacey Evans . O6 de junhono NXT, ela vence Lacey Evans . O11 de julhono NXT, ela venceu Vanessa Borne por finalização, após a luta ela se dirige a Lacey Evans, dizendo que ela já a venceu e que ela vai continuar.
O 18 de julhono NXT, ela venceu uma luta Triple Threat contra Candice LeRae e Nikki Cross e se tornou a primeira candidata ao título feminino do NXT de Shayna Baszler. O15 de agostoNo NXT, ela derrotou Aliyah após três corridas de cotovelo e uma âncora, vencendo a luta por finalização na tentativa de provocar Shayna Baszler.

##### Campeonato NXT Feminino e rivalidade com Shayna Baszler (2018-2019)
O 18 de agostodurante o NXT Takeover Brooklyn 4, ela derrotou Shayna Baszler e ganhou o NXT Women's Championship pela primeira vez em sua carreira.
O 5 de setembrona NXT, ela venceu Trish Adora . Após a luta, ela é atacada por Shayna Baszler, mas consegue assustá-la após lhe dar uma lança. O26 de setembrona NXT, ela vence Vanessa Borne . Após a partida, ela concede sua revanche a Shayna Baszler para o pay-per-view WWE Evolution .
Kairi Sane realizando o cotovelo Insane em Bianca Belair.
O 28 de outubro de 2018no WWE Evolution , ela perde sua luta para Shayna Baszler por finalização e perde o NXT Women's Championship , encerrando seu reinado de 71 dias.
O 17 de novembrodurante o NXT TakeOver: WarGames II , ela perdeu em uma luta Two-out of Three Falls contra Shayna Baszler e não recuperou o título feminino do NXT.
O 23 de janeiro de 2019Na NXT, ela retorna e estabelece uma aliança com Io Shirai . Juntos, eles venceram Tanea Brooks e Amber Nova. O27 de janeirodurante o Royal Rumble (2019) , Shirai entrou na luta Women's Royal Rumble na 14ª posição, eliminando Sarah Logan, mas foi eliminada na 15ª por Ruby Riott .
O 30 de janeirono NXT, Shirai e Kairi Sane derrotam Jessamyn Duke e Marina Shafir . Na semana seguinte no NXT, eles venceram com Bianca Belair contra Shayna Baszler , Jessamyn Duke e Marina Shafir .
O 13 de marçoNo NXT, Io Shirai e Bianca Belair entraram em confronto para nomear a primeira candidata ao NXT Women's Championship , mas a atual campeã Shayna Baszler os atacou e Kairi Sane, que veio em auxílio de Shirai.
O 5 de abril, ela compete em um Fatal Four-way pelo NXT Women's Championship com Shayna Baszler , Bianca Belair e Io Shirai . Ela falha e esta partida vê o primeiro confronto entre Shirai e Sane. O7 de abril, ela participou do Women's Battle Royale of Wrestlemania 35, mas foi eliminada pelo Riott Squad .
O 17 de abrilNo NXT, ela perde para Shayna Baszler por desclassificação e não vence o NXT Women's Championship, após o jogo ela é atacada por Baszler, Duke e Shafir antes de receber ajuda de Io Shirai.

#### Draft noSmackDown Live, Kabuki Warriors, rivalidade com os IIconics, depois Alexa Bliss e Nikki Cross para o WWE Women's Tag Team Championship (2019)
O 16 de abril, Kairi Sane chega ao SmackDown Live durante o Superstar Shake-Up como parceira da dupla Asuka, ambas administradas por Paige. Ela vence, junto com Asuka , Bayley e Ember Moon, em uma luta de equipes de 8 mulheres contra Mandy Rose , Sonya Deville e os IIconics . Na semana seguinte no SmackDown Live , Sane derrotou uma das duas campeãs do time feminino; Peyton Royce .
O 30 de abril, no SmackDown Live , ela e Asuka vencem dois lutadores locais e agora se autodenominam Guerreiros Kabuki . O14 de maiono SmackDown Live , eles venceram Mandy Rose e Sonya Deville . Em um WWE Live em Tóquio, She e Asuka venceram os IIconics em uma partida sem apostas. O16 de julho, no SmackDown Live , os Kabuki Warriors mais uma vez vencem os campeões australianos, mas marcando fora, e não vencem o WWE Women's Tag Team Championship . O5 de agosto, no Raw , Asuka e ela perderam o Fatal 4-Way Elimination Tag Team Match e não ganharam os títulos do WWE Women's Tag Team Championship , para Alexa Bliss e Nikki Cross , este combate também incluindo os ex-campeões, os IIconics e Fire & Desire ( Mandy Rose e Sonya Deville ). O12 de agosto, no Raw , os Kabuki Warriors perderam para Bliss & Cross, falhando em ganhar os títulos de duplas femininas da WWE. O24 de setembroNo SmackDown Live , os Kabuki Warriors voltam para vencer Fire & Desire ( Mandy Rose e Sonya Deville ).

#### Campeã de duplas femininas da WWE,Heel Turn, draft paraRawe perda de títulos (2019-2020)
O 6 de outubroNo Hell in a Cell , as Kabuki Warriors se tornam as novas campeãs de duplas femininas da WWE ao derrotar Alexa Bliss e Nikki Cross , também realizando um Heel Turn . O14 de outubrono Raw , os dois astros japoneses serão transferidos para o show vermelho durante o Draft de Stephanie McMahon . Mais tarde, eles venceram Natalya e Lacey Evans . O30 de outubrono NXT , os Kabuki Warriors mantêm seus títulos ao derrotar Dakota Kai e Tegan Nox. O11 de novembrono Raw , eles retêm seus títulos derrotando Becky Lynch e Charlotte Flair, após uma distração de Shayna Baszler . O24 de novembrona Survivor Series , a equipe Raw ( Charlotte Flair , Sarah Logan , Natalya , Asuka e ela) perde a partida de eliminação 5-Women Survivor Series contra a equipe NXT ( Rhea Ripley , Candice LeRae , Bianca Belair , Io Shirai e Toni Storm ), esta partida inclui a equipe SmackDown ( Sasha Banks , Nikki Cross , Carmella , Dana Brooke e Lacey Evans ). O2 de dezembrono Raw , She e Asuka derrotaram Charlotte Flair em uma partida de handicap 2 contra 1 . Na semana seguinte no Raw , os Kabuki Warriors perderam o Handicap Match 2 contra 1 para Becky Lynch por desqualificação, após um golpe na cadeira de Asuka no campeão Raw . As duas japonesas então atacam Charlotte Flair, que estava nas notícias do irlandês, e então desafiam as duas mulheres pelos títulos de duplas femininas da WWE no TLC . O15 de dezembroNo TLC , Asuka e ela retêm seus títulos derrotando Becky Lynch e Charlotte Flair , mas a jovem japonesa se machuca durante a luta (ela foi nocauteada durante a luta após receber um objeto na cabeça, em seguida, uma concussão ao passar para o outro lado a mesa).
O 13 de janeiro de 2020no Raw , ela faz seu retorno e acompanha Asuka para a assinatura do contrato de sua luta contra Becky Lynch pelo título do Women's Raw no Royal Rumble . O4 de abrilna WrestleMania 36 , eles perderam os títulos de Tag Team da WWE para Alexa Bliss e Nikki Cross , encerrando um reinado de 181 dias. O13 de abrilno Raw , ela perde para Nia Jax e não se qualifica para o Women's Money in the Bank Ladder Match .

#### Embaixadorae partida (2020)
O 6 de julhono Raw , ela derrota Sasha Banks por desqualificação após ser atacada por Bayley . No final da partida, ela usa seu cotovelo Insane em ambas as mulheres com a ajuda de Asuka . Na semana seguinte no Raw , ela e Asuka não conseguiram ganhar o WWE Women's Tag Team Titles , derrotada pela Boss'n'Hug Connection . Na semana seguinte no Raw , ela venceu Bayley . Na semana seguinte no Raw , ela é atacada por Bayley nos bastidores e recebe a ajuda de Asuka, que perde seu título feminino no Raw , derrotada por Sasha Banks via Count Out . Na mesma noite, ela anunciou oficialmente sua saída da companhia americana de luta livre, a fim de retornar ao Japão para morar ao lado do marido.
Stardom (2022-presente)
Kairi retornou á empresa Stardome no ínicio de 2022.

## Vida pessoal
Housako tem uma irmã, que é três anos mais velha do que ela. Ela é uma embaixadora em sua cidade natal Hikari, em Yamaguchi.

## Carreira de atriz

### Filmografia
- 2012: Sūpu～Umarekawari no Monogatari～ (スープ～生まれ変わりの物語～)[45]

### Televisão
- 2011: Zenigata Kintarō (銭形金太郎)[45]
- 2012: Waratte Iitomo! (マッスルビーナス)[45]
- 2012: Gachigase (ガチガセ)[45]
- 2013: Sekai Fushigi Hakken (世界ふしぎ発見)[45]
- 2014: Nakai Masahiro no Mininaru Toshokan (中居正広のミになる図書館)[45]
- Naruhodo! Haisukūru (なるほど！ハイスクール)[45]

## No wrestling
- Movimentos de finalização
  - Insane Elbow/Seven Seas[46] (WWE) / Diving elbow drop, com teatralidades
- Movimentos secundários
  - 4173 (Bridging Gedo clutch)[14]
  - Alabama Slam (Double leg slam)[47][48][49][50]
  - FKE – Flying Kabuki Elbow (Diving forearm smash)[51]
  - Ikari (Bridging cross-legged Boston crab)[52]
  - Interceptor (WWE) / Spear[15]
  - Marine Spike (Diving double foot stomp em uma oponente na segunda corda)[47][48][49][50]
  - Sliding D (Sliding forearm smash, com teatralidades)[14][15]
- Apelidos
  - "Onna Kaizoku" (japonês para "Pirata Feminina")[53]
  - "People's Champ"[14]
  - "(The) Pirate Princess"[14][54]

## Títulos e prêmios
- Pro Wrestling Illustrated
  - O PWI classificou-a como a 10ª na PWI Female 50 em 2017.[55]
- World Wonder Ring Stardom
  - Artist of Stardom Championship (4 vezes) – com Kaori Yoneyama e Yuhi (1), Chelsea Koguma (1), Io Shirai e Mayu Iwatani (1) e Hiromi Mimura e Konami (1)[14][15]
  - Goddess of Stardom Championship (3 vezes) – com Natsumi Showzuki (1), Nanae Takahashi (1) e Yoko Bito (1)[14][15]
  - Wonder of Stardom Championship (1 vez)[15]
  - World of Stardom Championship (1 vez)[14][15]
  - 5★Star GP (2015)[14][15]
  - Goddesses of Stardom Tag League (2016) – com Yoko Bito[56]
  - 5★Star GP Best Match Award (2014)[56]
  - Best Match Award (2014)[57]
  - Best Tag Team Award (2014)[57]
  - Best Tag Team Award (2016)[58]
  - MVP Award (2015)[59]
  - Outstanding Performance Award (2013)[60]
  - Technique Award (2016)[58]
- WWE
  - Campeonato Feminino do NXT (1 vez[61]
  - Campeonato de Duplas Femininas da WWE (2 vezes) – com Asuka[62]
  - Mae Young Classic (2017).[17]
  - NXT Year-End Award (2 vezes)
    - Competidora Feminina do Ano ([2018)
    - Competidora Geral do Ano (2018)

  - WWE Year-End Award (1 vez)
    - Dupla Feminina do Ano (2019) – com Asuka[63]